# Šport u 1969.
◄◄ | ◄ | 1966. | 1967. | 1968. | 1969.  | 1970. | 1971. | 1972. | ► | ►►
Arhitektura • Astronautika • Astronomija • Biologija • Film • Fotografija • Glazba • Kazalište • Kemija • Kiparstvo • Knjige • Književnost • Kršćanstvo • Meteorologija • Medicina • Planinarstvo • Politika • Pravo • Promet • Slikarstvo • Strip • Šport • Televizija • Znanost • Zrakoplovstvo • Željeznički promet
Šport u 1969.

## Svijet

### Natjecanja

#### Kontinentska natjecanja

##### Europska natjecanja
- Od 25. rujna do 5. listopada – Europsko prvenstvo u košarci u Italiji: prvak SSSR

### Osnivanja
- Al Sadd SC, katarski nogometni klub

## Vanjske poveznice
|  | Zajednički poslužitelj ima još gradiva o temi Šport u 1969. |